# Municipio Inquisivi
Das Municipio Inquisivi liegt im Departamento La Paz im südamerikanischen Anden-Staat Bolivien.

## Lage im Nahraum
Das Municipio Inquisivi ist eines von sechs Municipios der Provinz Inquisivi und liegt im östlichen Teil der Provinz. Es grenzt im Westen an das Municipio Cajuata, an das Municipio Licoma Pampa, an das Municipio Quime und an das Municipio Ichoca, im Süden an das Municipio Colquiri, im Osten an das Departamento Cochabamba und im Norden an die Provinz Sud Yungas.
Das Municipio hat 164 Ortschaften (localidades), zentraler Ort des Municipio und bevölkerungsreichste Ortschaft ist Inquisivi mit 555 Einwohnern im zentralen Teil des Municipios. (Volkszählung 2012)

## Geographie
Das Municipio Inquisivi liegt auf einer mittleren Höhe von 2800 m an den östlichen Hängen der Kordillere Quimsa Cruz zwischen dem bolivianischen Altiplano im Westen und dem Amazonas-Tiefland im Osten. Die Region weist ein ausgeprägtes Tageszeitenklima auf, bei dem die täglichen Temperaturschwankungen stärker ausfallen als die jahreszeitlichen Schwankungen.
Die mittlere Durchschnittstemperatur der Region liegt bei 10,5 °C (siehe Klimadiagramm Quime), die Monatsdurchschnittstemperaturen schwanken zwischen 7 °C im Juni/Juli und knapp 13 °C im November/Dezember. Der Jahresniederschlag beträgt knapp 600 mm, von Mai bis August herrscht eine Trockenzeit mit Monatsniederschlägen unter 15 mm, in den Monaten Januar und Februar fallen im langjährigen Mittel zwischen 120 und 130 mm Regen.

## Bevölkerung
Die Einwohnerzahl des Municipio Inquisivi ist zwischen 1992 und 2024 leicht angestiegen:
| Jahr | Einwohner | Quelle       |
| ---- | --------- | ------------ |
| 1992 | 15.195    | Volkszählung |
| 2001 | 16.143    | Volkszählung |
| 2012 | 14.566    | Volkszählung |
| 2024 | 18.764    | Volkszählung |

Das Municipio hatte bei der letzten Volkszählung 2024 eine Bevölkerungsdichte von 5,7 Einwohnern/km². Die Lebenserwartung der Neugeborenen lag im Jahr 2001 bei 58,1 Jahren, die Säuglingssterblichkeit ist von 10,9 Prozent (1992) auf 8,2 Prozent im Jahr 2001 gesunken.
Der Alphabetisierungsgrad bei den über 15-Jährigen beträgt 78,7 Prozent, und zwar 89,2 Prozent bei Männern und 67,1 Prozent bei Frauen. (2001)
71,9 Prozent der Bevölkerung sprechen Spanisch, 86,9 Prozent sprechen Aymara, und 7,6 Prozent Quechua. (2001)
91,5 Prozent der Bevölkerung haben keinen Zugang zu Elektrizität, 69,3 Prozent leben ohne sanitäre Einrichtung. (2001)
65,1 Prozent der insgesamt 4.091 Haushalte besitzen ein Radio, 4,8 Prozent einen Fernseher, 8,9 Prozent ein Fahrrad, 2,0 Prozent ein Motorrad, 0,9 Prozent ein Auto, 1,0 Prozent einen Kühlschrank und 0,1 Prozent ein Telefon. (2001)

## Politik
Ergebnis der Regionalwahlen (concejales del municipio) vom 4. April 2010:
| Wahl- berechtigte |  | Wahl- beteiligung | gültige Stimmen |  | MSM    | FPV    | MAS-IPSP | M.P.S. | ASP   |
| ----------------- |  | ----------------- | --------------- |  | ------ | ------ | -------- | ------ | ----- |
| 5.828             |  | 5.193             | 4.020           |  | 1.157  | 1.072  | 885      | 645    | 261   |
|                   |  | 89,1 %            | 77,4 %          |  | 28,8 % | 26,7 % | 22,0 %   | 16,0 % | 6,5 % |

Ergebnis der Regionalwahlen (elecciones de autoridades políticas) vom 7. März 2021:
| Wahl- berechtigte |  | Wahl- beteiligung | gültige Stimmen |  | MAS-IPSP | J.A.LLALLA.L.P. | MTS    | PBCSP  | FPV    | PDC    | UNIDOS |
| ----------------- |  | ----------------- | --------------- |  | -------- | --------------- | ------ | ------ | ------ | ------ | ------ |
| 7.814             |  | 6.836             | 5.554           |  | 3.523    | 1.452           | 168    | 77     | 74     | 52     | 46     |
|                   |  | 87,48 %           | 81,25 %         |  | 63,43 %  | 26,14 %         | 3,02 % | 1,39 % | 1,33 % | 0,94 % | 0,83 % |

## Gliederung
Das Municipio untergliederte sich bei der Volkszählung von 2012 in die folgenden acht Kantone (cantones):
- 02-1001-01 Kanton Inquisivi – 27 Ortschaften – 3.044 Einwohner (2001: 3.495 Einwohner)
- 02-1001-02 Kanton Cavari – 22 Ortschaften – 1.719 Einwohner (2001: 2.024 Einwohner)
- 02-1001-03 Kanton Arcopongo – 61 Ortschaften – 4.514 Einwohner (2001: 4.046 Einwohner)
- 02-1001-04 Kanton Capiñata – 9 Ortschaften – 1.331 Einwohner (2001: 1.699 Einwohner)
- 02-1001-05 Kanton Escola – 17 Ortschaften – 1.640 Einwohner (2001: 1.904 Einwohner)
- 02-1001-06 Kanton Siguas – 7 Ortschaften – 741 Einwohner (2001: 1.066 Einwohner)
- 02-1001-07 Kanton Pocusco – 12 Ortschaften – 755 Einwohner (2001: 960 Einwohner)
- 02-1001-08 Kanton Eduardo Abaroa – 9 Ortschaften – 822 Einwohner (2001: 949 Einwohner)

## Ortschaften im Municipio Inquisivi
- Kanton Inquisivi
  - Inquisivi 555 Einw.

- Kanton Cavari
  - Cavari 206 Einw.

- Kanton Arcopongo
  - Arcopongo 221 Einw.

- Kanton Capiñata
  - Capiñata 158 Einw.

- Kanton Escola
  - Escola Tunasani 19 Einw.

- Kanton Siguas
  - Siguas 323 Einw.

- Kanton Pocusco
  - Pocusco 250 Einw.

- Kanton Eduardo Abaroa
  - Cosco 122 Einw.